# أرنولد واتسون هوتون
أرنولد واتسون هوتون (بالإسبانية: Arnoldo Watson Hutton) هو لاعب كرة قدم أرجنتيني، ولد في 20 أغسطس 1886 في بوينس آيرس في الأرجنتين، وتوفي بنفس المكان في 29 يوليو 1951. شارك مع منتخب الأرجنتين لكرة القدم. أما مع النوادي، فقد لعب مع Belgrano Athletic Club ‏.

## وصلات خارجية
- أرنولد واتسون هوتون على موقع ناشيونال فوتبول تيمز (الإنجليزية)
- أرنولد واتسون هوتون على موقع عالم كرة القدم.نت (الإنجليزية)